# ديستيليام ريسموسام

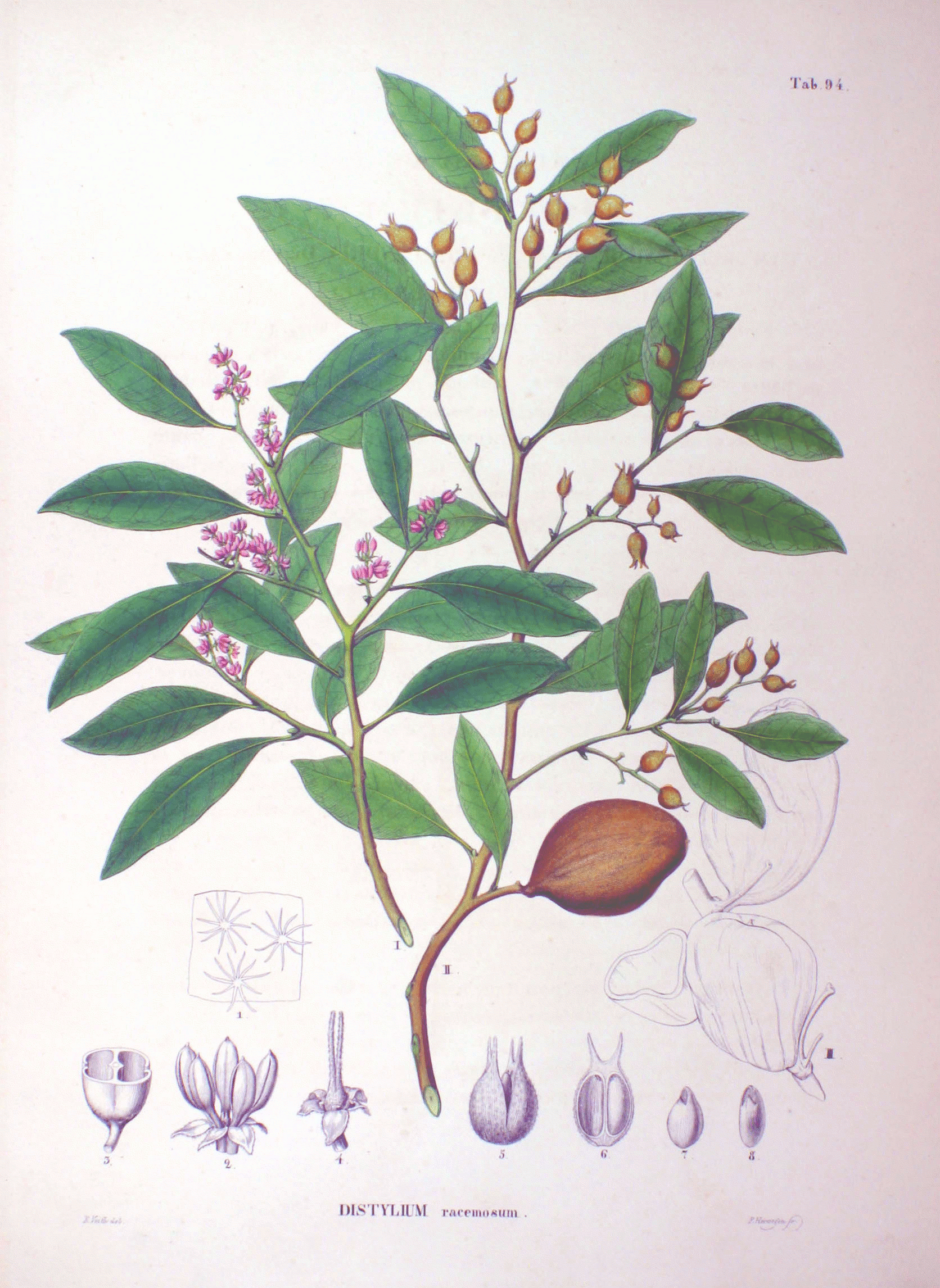
رسم توضيحي للوصف الأولي من فيليب فرانز فون سيبولد وجوزيف جيرهارد زوكاريني : فلورا جابونيكا ، 1 ، اللوحة 94 ، حجم اللوحة 1870.

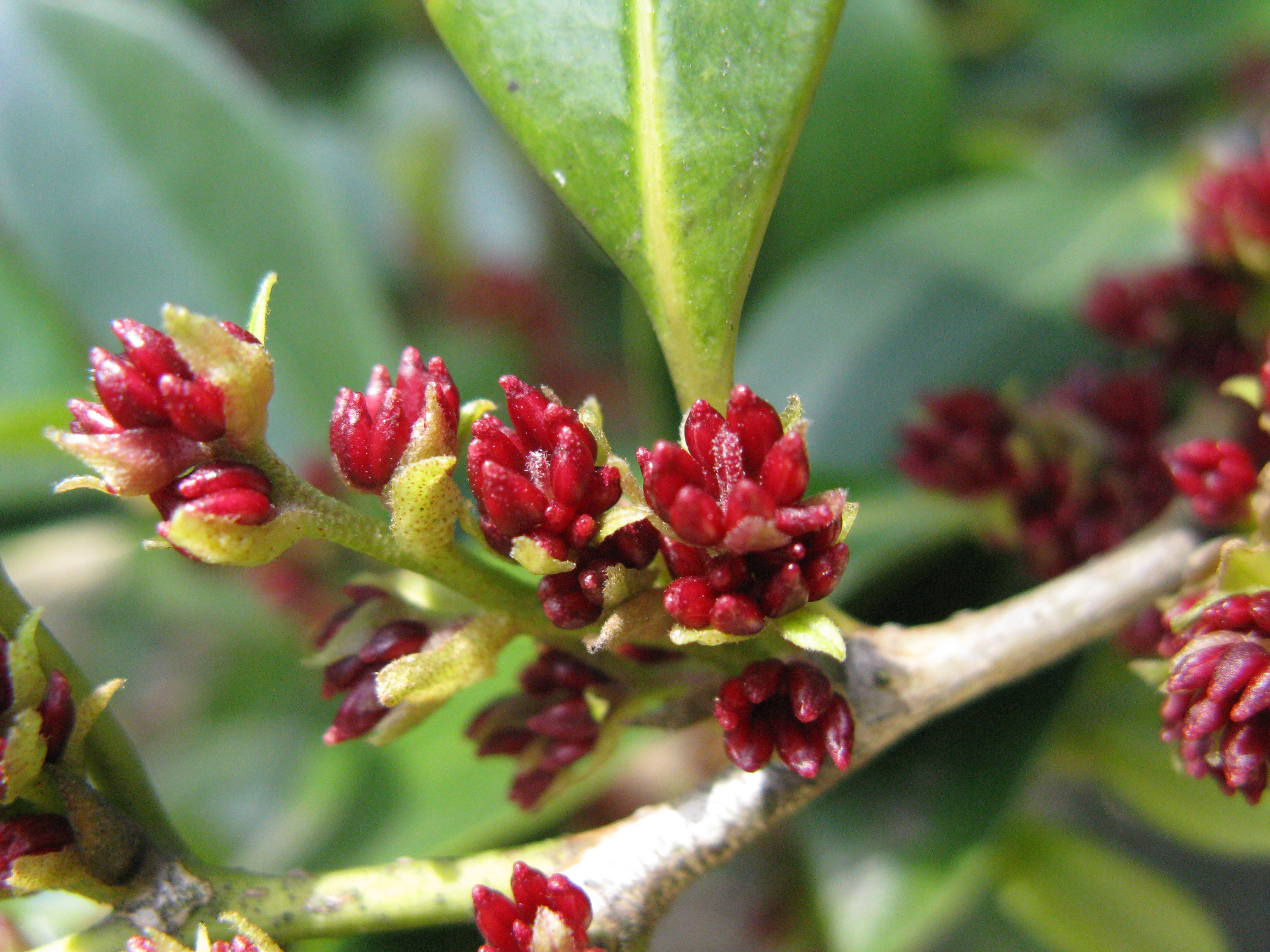
الإزهار بالورود التي تظهر فيها أكياس الغبار الحمراء بوضوح

ديستيليام ريسموسام (بالإنجليزية: Distylium racemosum)‏ هو نوع من عائلة (Hamamelidaceae). ومقرها في الصين وتايوان وكوريا واليابان. يستخدم في الخشب الصلب.

## وصف

### المظهر واللحاء والأوراق
ينمو ديستيليام ريسموسام كشجرة أو شجيرة دائمة الخضرة يبلغ ارتفاع نموها 3 أمتار(ويصل إلى 20 م). إن لحاء الفروع الصغيرة مغطى بشعر نجمي ، وبعد ذلك يتحول لونها إلى البني الداكن والأصلع.

## أماكن الظهور
موطن ديستيليام ريسموسام هو الصين محافظات فوجيان ، هاينان ، تايوان وتشجيانغ . وكذلك كوريا واليابان ( جزر ريوكيو وجزيرة أوكيناوا) وتايوان . تزدهر في الغابات على ارتفاعات تتراوح بين 1000 و 1300 متر.

## المزيد من الصور
- الجذع واللحاء .
- فروع بأوراق بسيطة.

## للاستزادة
- زي يون زانغ وهونغدا زانغ وبيتر ك. إندرس: هاميليداسيا في فلورا أوف تشاينا ، المجلد 9 ، 2003 ، ص 29: ديستيليوم ريسموسوم - عبر الإنترنت.